# Jean Raine
Jean Raine (Schaarbeek, 24 januari 1927 – Rochetaillée-sur-Saône, 30 juni 1986) was een Belgisch kunstschilder en filmmaker.
In zijn middelbare schoolperiode schreef Raine gedichten voor een tijdschrift en maakte hij films.
Via de kunstenaar Pierre Alechinsky kwam Raine in contact met de Nederlandse kunstbeweging Cobra. Hij maakte als dichter bijdragen voor het Cobra-tijdschrift en werkte mee aan de film Perséphone, die onder de vlag van Cobra uitgebracht werd. Ook was hij nauw betrokken bij de grote Cobratentoonstelling in 1951 te Luik.
In de jaren zestig begon hij met tekenen en het maken van schilderijen, waarbij de invloed van Cobra duidelijk aanwezig was. Vanaf 1966 verbleef hij een aantal jaren in San Francisco, waar hij zich onder andere bezighield met actionpainting.
Vanaf 1968 tot aan zijn overlijden woonde en werkte hij in Lyon.